# Salomon Coster
Salomon Coster (également connu sous le nom de Salomon Hendricxz) est un horloger hollandais né aux alentours de 1620 à Haarlem et mort en 1659 à La Haye. Il est le co-inventeur, avec Christiaan Huygens, de la première horloge à pendule.

## Vie et carrière
Salomon Coster reçut une formation approfondie en horlogerie à Haarlem. Dès 1640, il fabriqua des montres de voyage et de carrosse de grande qualité. Il déménagea à La Haye en 1643, peu après s'être marié.
En 1656, Christiaan Huygens (1629-1695), astronome, mathématicien et physicien, découvrit la théorie du pendule. Il eut l'idée de l'utiliser comme organe régulateur pour les horloges.
Coster reçut une commande d'Huygens : il devait concevoir et fabriquer un mouvement d'horlogerie qui fonctionnerait d'après ce principe. Les premiers modèles fabriqués avaient une durée de marche de huit jours ; le mouvement et le carillon étaient actionnés par un seul ressort. Le 16 juin 1657, Coster se vit attribuer le privilège de la fabrication et de la vente de ce genre d'horloge, ce pour une durée de 21 ans. Il signa ses premières horloges à pendule « Samuel Coster, Haghe, met privilege 1657 » (Samuel Coster, La Haye, avec privilège, 1657).
À partir de 1657, Coster employa pendant au moins huit mois John Fromanteel, le fils du célèbre horloger londonien Ahasuerus Fromanteel. Le 3 septembre 1657, ils établirent un contrat qui autorisait Fromanteel à fabriquer ces horloges. Par la suite, il fit connaître l'invention de Huygens en Angleterre. Puis Coster travailla un temps avec l'horloger français Nicolas Hanet, qui reçut au moins onze exemplaires de ces horloges, qu'il revendit à Paris. En raison de leurs excellentes performances, elles y suscitèrent un grand intérêt et obtinrent un certain prestige.
Il décéda soudainement en décembre 1659 et c'est sa veuve qui géra son atelier pendant un an. Par la suite, il fut racheté par Pieter Visbagh (1634 - 1722), un horloger originaire de Middelbourg qui avait déjà travaillé avec Coster entre 1646 et 1652.

## Horloges de sa fabrication
Du fait de sa mort prématurée en 1659, Coster eut à peine le temps de profiter de son privilège. Il ne fabriqua qu'une trentaine d'horloges à pendule, dont il ne reste aujourd'hui que sept pièces exposées dans des musées ou dans des collections privées. Quelques-unes de ses montres de voyage ont également été conservées.
En mai 1923, une de ces horloges, datée de 1657, fut découverte par hasard dans le Rijksmuseum Amsterdam, c'est-à-dire l'année où l'invention de Huygens avait été brevetée. Elle avait fini par être oubliée et était simplement accrochée à un mur d'une salle d'exposition. Elle fut de nouveau perdue après une refonte du musée. L'horloge à pendule de Coster la plus ancienne conservée à ce jour date également de 1657 ; elle se trouve actuellement au musée Boerhaave, à Leyde, aux Pays-Bas.
Les horloges à pendule de Coster possédaient une durée de marche comprise entre trente heures et huit jours. Elles fonctionnaient grâce à un ressort ou à un système de poids ; plusieurs d'entre elles possédaient un carillon. Leurs mouvements étaient logés dans de simples caisses en ébène.
Dans une lettre adressée à Ismael Boulliau, Huygens évoque un prix de vente compris entre 48 et 130 florins. 
La Haagse Klok, un type d'horloge hollandaise connue, a une conception inspirée du modèle de Coster.